# Das klagende Lied
Das klagende Lied (Klaaglied) is een cantate van Gustav Mahler, gecomponeerd tussen 1878 en 1880 en in de daaropvolgende twee decennia aanzienlijk herwerkt. Behalve een vroeg stuk voor piano is Das klagende Lied het oudste bewaarde werk van Mahler, althans in de oorspronkelijke vorm.

## Compositie
Het werk is gebaseerd op "Der singende Knochen" ("Het zingende botje") uit de verhalen van Jacob en Wilhelm Grimm.
Oorspronkelijk bestond Das klagende Lied uit drie delen:
1. Waldmärchen (de boslegende)
2. Der Spielmann (de minstreel)
3. Hochzeitsstück (de bruiloft)

Het eerste deel verhaalt hoe twee broers naar de hand dingen van een koningin. De "goede" broer vindt in het bos de bloem die het recht geeft haar te huwen. De "kwade" broer wacht hem echter op voor hij zijn trofee kan opeisen en doodt hem. In het tweede deel vindt een minstreel een knook, afkomstig van het skelet van de dode broer. Hij snijdt hieruit een speelfluit. Als hij erop speelt, vertelt de fluit wat er gebeurd is in het bos. In het laatste deel duikt de minnestreel op bij de bruiloft. De slechte broer rukt de fluit uit de handen van de minstreel en blaast erop, waarop de waarheid aan het licht komt en de koningin flauwvalt.
Mahler voerde vele revisies door aan het oorspronkelijke werk. Hij herleidde het aantal instrumenten en stemmen in alle drie de delen. Nadien schrapte hij het eerste deel helemaal. Pas 21 jaar na de voltooiing van zijn eerste versie achtte hij het werk uitvoerenswaardig.

## Uitvoering
De eerste uitvoering van Das klagende Lied vond plaats op 17 februari 1901 in Wenen, onder leiding van Mahler zelf. Het werd gepubliceerd als tweeledig stuk en zo in het repertoire werd opgenomen.
Het manuscript van de volledige driedelige versie kwam via erfenissen en schenkingen terecht in de collectie van de Yale-universiteit. Hierdoor werd het eerste deel, 'Waldmärchen', beschikbaar voor openbare uitvoering. Pierre Boulez deed dat voor het eerst in 1970. Sindsdien wordt het werk in beide versies uitgevoerd, de oorspronkelijke driedelige en de tweedelige zoals Mahler ze zelf bracht. 